# 莫里斯-費爾南·格拉弗伊
莫里斯-費爾南·格拉弗伊（法語：Maurice-Fernand Graffeuil，1882年—1941年5月23日），越南音译旗𠚢披，法国官员，曾任安南保护国驻扎长官（中圻钦使）。

## 生平
1934年3月2日至7月23日，因法属印度支那總督皮埃尔·马里·安托万·帕基耶飞机失事遇难，莫里斯-費爾南·格拉弗伊代理法屬印度支那總督一職。
1941年5月23日，格拉弗伊在大叻去世。